# 马六甲苏丹国
马六甲苏丹国，《明史》中称为满剌加国，是于1402年由拜里米苏拉在马来亚半岛所建立的国家，其首都即是如今的马六甲市，其全盛时期的国土范围覆盖北大年（今泰国南部）至苏门答腊西南部。1511年，葡萄牙殖民者侵略马六甲苏丹国，并在1528年殖民马六甲，直接促使苏丹国灭亡。其后，苏丹国的法定继承者苏丹阿拉乌丁沙二世在今柔佛地区建立了柔佛苏丹国。

## 国号
马六甲在西元十五世纪立国前的名字不明，其名字拼音或译名在中西亦有不同拼写。中国最早的译名是明史的「滿剌加」也是明朝官方通用的译名。欧洲的拼写则有极小的分歧，如「Malacca」、「Melequa」、「Mallaqua」等，难以悉举。
「马六甲」的名字有几个来源，包括阿拉伯文、印度的梵文、葡萄牙文和马来文。根据《马来纪年》，「马六甲」的名字取自马六甲树。根据印度的梵文，「马六甲」的名称来自一种叫Amalaka的树木，也是印度神话中，在宇宙长出来的树木。根据《东方志》（Suma Oriental），「马六甲」名字源自Malaqa，意思是避风港。阿拉伯商人称「马六甲」为Malakat，指的是商人群聚，也称Mulaqah，意思是会面。葡萄牙称「马六甲」为Malagas，意思是制作咸鱼的地方。

## 建国
拜里米苏拉原为室利佛逝，巨港（现今印尼苏门答腊）东南区域的王子。因当时室利佛逝被满者伯夷（爪哇）攻占，王子带领三千隨從由巨港（Palembang）逃至淡马锡(Temasik，现今新加坡)，受到当地酋长的热烈招待。8天后，王子刺杀当地酋长并自立为王，并统治该岛五年，此举引来宗主国（暹罗）军队追捕，並有北大年与彭亨组成联军负责驱逐而逃往北方，辗转抵达柔佛麻河上游的巴莪（Pagor），在途中一棵马六甲树 (Amla, Melaka tree) 下休息时，看见一条猎狗将一只小鼷鹿逼到绝境，小鼷鹿为了自卫，将狗踢进河里。如此觉得这是一块吉祥之地，于是将此地命名为满剌加（现今马六甲）并定居在此。
初期的满剌加必须交纳每年的40两黄金给暹罗阿瑜陀耶王朝，而南面又有满者伯夷国的威胁。在建国后第2年的1403年永乐元年，明成祖派遣使節尹庆诏谕马六甲，宣示天德。1405年，拜里米苏拉随京官尹庆到大明国拜见明成祖，正式向大明国进贡，明成祖正式册封拜里迷苏拉为马六甲国王，地位与暹罗等同，同时解除满者伯夷的宗主地位，并赠予诏书和印璽。

## 历史
马六甲王朝立国初期，国小势弱，四邻强敌环伺，为暹罗藩属，常受暹罗阿瑜陀耶王國（泰國）勒索，每年须进贡黄金40两，作为和解的代价，故最具威胁。1405年，第一任统治者拜里米苏拉隨明朝使節入朝，明成祖册封为国王，地位与暹罗等同，同时解除和泰國的藩属关系，成为明朝的藩属，双方建立密切的关系。1409年，马六甲遣使節随郑和宝船入贡，明朝正式册封马六甲为国。
第二任统治者伊斯干达沙除延续与明朝的宗属关系外，更重要的政策是改奉伊斯兰教，开啟马来半岛伊斯兰教化的先声。
第三任统治者斯里马哈拉加虽有背离伊斯兰教的举动，但在位期间，马六甲港口日益繁荣，国势渐强，人口增加，人民富庶，因此产生统治马来半岛的雄心。他自封其王号为「Sri Maharaja」，此词源出梵文，意即大王。他改用印度教尊号，是出於缅怀祖先室利佛逝的盛业。斯里马哈拉加曾两次入朝中国，对明朝仪制有一番见解。他依據印度传统，並参酌明朝仪制来定制朝仪和制度，为马六甲制定了一套完善的典章制度，为往后马来各邦的政制蓝本。
第四任统治者斯里拜里米苏拉帝瓦沙是马六甲王朝在位最短的君王，在位时间僅17个月，后因宫廷政变被杀。
第五任统治者苏丹目扎法沙，是马六甲王朝最英明的君王之一。登基时内部派系斗争激烈，分为马来派系与泰米尔派系。他以牺牲爱妃敦古都（敦霹雳之姐妹），令改嫁敦阿里（Tun Ali），借此消除敦阿里和敦霹雳的矛盾，使马六甲免于派系斗争，从而令臣民上下一心；正式确立伊斯兰教为国教，改称号为「苏丹」，形塑马来民族形象；知人善用，任命敦霹雳为宰相，使马六甲国势达到頂峰；击败暹罗三次的入侵行动，令马六甲可以無后顾之忧发展商业；重行遣使入朝中国。
第六任统治者苏丹满速沙在位期间，是马六甲王朝的全盛期。他以马来人治马来人的主张，南征北战，扩张领土，任命敦霹雳为统帅。1459年登位之年，攻打富有野牛大象和盛产黄金，但却臣服暹罗的彭亨。1460年，马六甲已经扩充为马来半岛最大的城市，各国商贾云集，港口也发展成为东南亚最大商港。据说明朝皇帝为加强与马六甲的外交关系，将汉丽宝公主下嫁於苏丹满速沙，汉丽宝公主随500名人员于1458年抵达马六甲。后期王室内部因政治斗争激化、社会道德败坏和统治階级淫亂無信等事件层出不穷，苏丹满速沙也沉沦于美色财气之中，令马六甲良风美德荡然无存。引起在望加錫（Makassar）的武吉斯人对马六甲的抢掠，成为武吉斯人入侵马来亚半岛的先声。
第七任统治者苏丹阿拉乌丁·利亚沙是历史上最英明的君王，他凡事亲躬，不为权臣弄权，形象亲民。在他统冶下大力整顿社会，使当时盗窃之风戛然而止。他在位期间的武功有两件，其一是击败苏门答腊东北小国啞魯的侵攻，逼使啞魯国王的乞和，两国言归于好，同时将廖內和林加群島纳入版图。其二是派遣汉都亚前往马六甲的属国錫国，谴责不经宗主国马六甲而私处死刑，后錫国国主上呈公文谢罪。他的继位是同满速沙与彭亨王妃生下的拉惹阿末激烈競争下，后获得敦霹雳的相助而登基，失败的拉惹阿末则在彭亨继位为第二任苏丹，从此也让他与同父異母的兄弟不和。1488年，他准备偕同甘巴和英得其利的国君到麥加朝聖，在起程之际被毒杀。
第八任统治者苏丹马末沙是马六甲王朝末代君主，马末沙的名声与德行不佳，在位期间行为不檢，荒淫无道，荒废政治等丑事层出不穷，但马六甲王朝的国势在马来半岛和苏门答腊岛如日中天，并未受到重大威胁。1500年，联同彭亨成功阻吓入侵的暹罗军队，使暹罗军队出师无功。同年，北大年与吉打国主承认马六甲为宗主国，以脱离暹罗藩属关系。1511年5月2日，葡萄牙驻印度统督阿不奎（Alfonso deb Albuquerque）以薛魁拉被袭击事件领军攻打马六甲，双方经历谈判，最后因葡萄牙不断提出如在当地建築碉堡等苛刻的要求而破裂。7月25日，双方在海上激战，马六甲守军不敌節節败退。8月10日马六甲淪陷，苏丹马末沙退守巴莪，开展復国战争。8月24日，葡萄牙完全占领马六甲全城，马六甲王朝灭亡。

## 政治制度

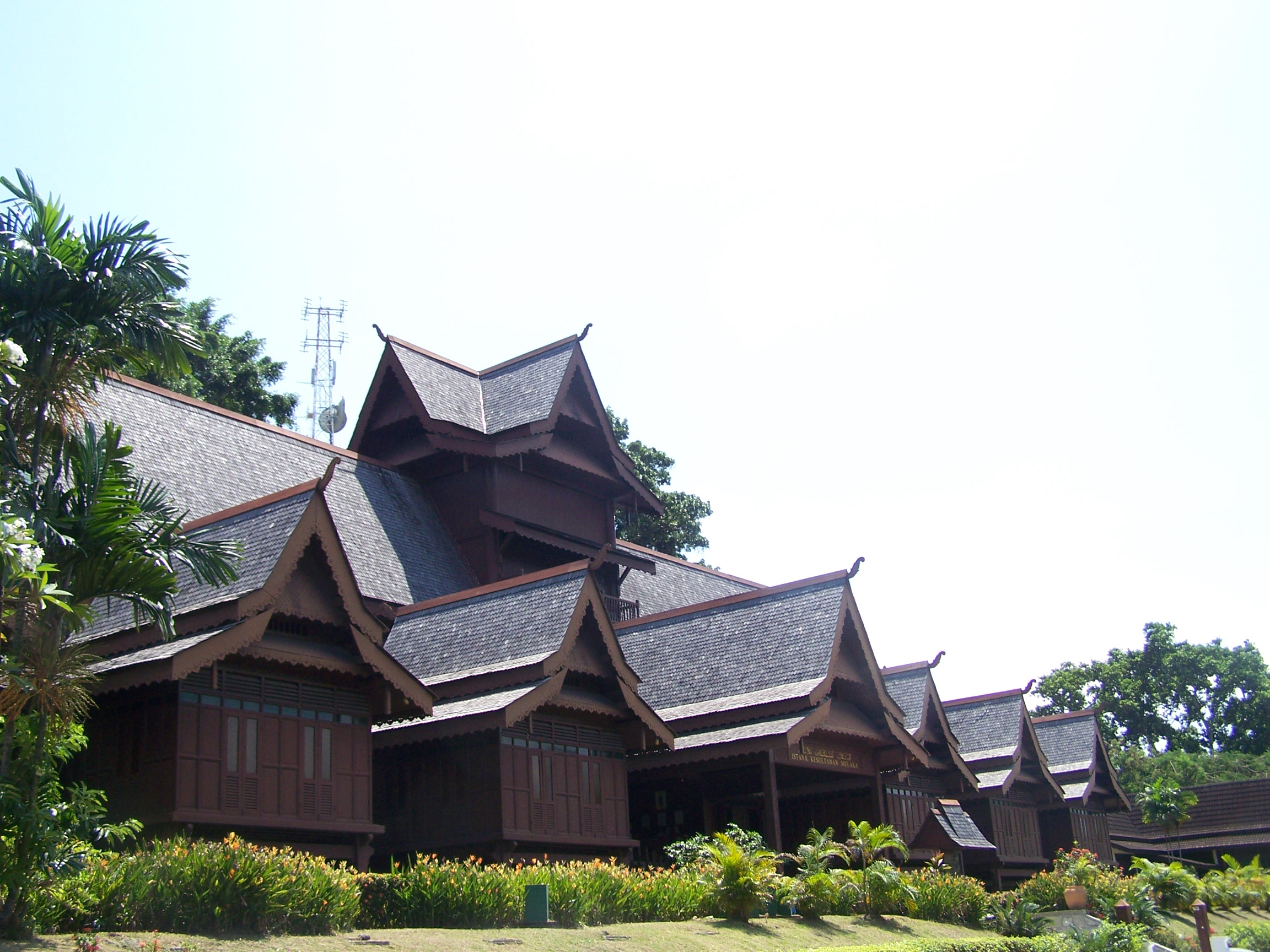
马六甲王宫

马六甲的中央制度以国王为最高统治者，原称「拉惹」，皈依伊斯兰教以后，改称「苏丹」，也是最高宗教领袖，同时使用伊斯兰教尊号 「沙」（Shah）。自第五任统治者苏丹目扎法沙将伊斯兰定位国教以后，往后所有统治者皆以苏丹为尊号。
苏丹之下设有三位大臣分掌要職，只有他们可以接近苏丹。
宰相/盘陀诃罗（Bendahara）是继苏丹之后的职位，负责处理全国行政事务；战争時期是军队的最高统帅，当苏丹外出时得代行苏丹职权。宰相是以不具有王室血统的贵族担任，但女儿可以成为苏丹的配偶，成为外戚，对左右王位继承的人选影响很大，如果苏丹沒有子嗣，还可以继承王位。
天猛公（Temenggong）即陆军与司法大臣，专职陆军事务与陆上法律，负责维持社会治安，兼任王城的卫戍与宫廷的守卫工作，包括掌管朝仪、接待外賓等。
财务大臣（Penghulu Bendahari）则掌理全国的关税与徵税事务，包括处理宫廷财物、管理宫廷人员、安排苏丹宴请事务，可说是苏丹的管家。
此外，另有二武官职位，一为水师提督（Laksamana），掌理全国海军、海上防务安全与司法，如商船在港内发生纠纷，可与天猛公相配合处理，同时也是禁卫军领袖。二为陆军统帅（Sri Nara do Rija），主要陆军训练与管理事务，两者作战时皆受宰相節制。
另有四位港务官（Syahbandar），分别管理胡茶刺、印度东岸、缅甸和苏门答腊岛，以及中国和安南的船舶，其商务、船集泊岸及移民等事宜。
上述官职之下则设有各部首长，称门德里（Menteri），负责協助执行工作，其人数众多，各有专职，最末等的官员则为各式传令官、待從、御仆和卫士等等。

### 历任宰相
马六甲王朝有两大派系，即马来派系与泰米尔派系，宰相由两派担当

#### 马来派系
- 敦百巴提·图鲁斯（Tun Perpatih Tulus）
- 拿督·斯里·阿马尔·提罗阎（Bendahara Datuk Seri Amar Diraja）
- 敦·勃巴代·舍當（Tun Perpatih Sedang ，1445）
- 敦霹雳（Tun Perak，1456-1498）
- 敦布帝（Tun Perpatih Putih，1498-1500）
- 百图加·端（Paduka Tuan，1510-1511）

#### 泰米尔派系
- 敦阿里（Tun Ali，1445-1456）
- 敦墨泰希（Tun Mutahir，1500-1510）[2]

### 军事实力
马六甲人的军队主要由当地人组成的步兵队伍，和印度穆斯林和爪哇人的雇佣军，同时吸纳来自印度的军事技术，还有来自印度的战象和西方影响的火器。除了一支海军舰队外，王国还花费巨资修筑首都的城墙，并在王宫附近建造了坚固的堡垒卫城。由于城市本身被流入马六甲海峡的河流分为两部分，所以这座带有清真寺的要塞本身还扼守这联通两处城区的沿海大桥。只有通过大桥和要塞的防御火力，船只才能进入安全的城市内港停泊。1511年时，马六甲当地防御的水平已经超过了大部分明朝统治下的城池。

## 宗教与文化
马六甲王朝的宗教与文化较复杂，属于多元文化混合。东南亚各岛屿主要受到印度文化影响，自西元十世纪以后，印度文化开始没落，但其文化已经深深烙印在各地人们的习俗中。自西元七世纪伊斯兰教在阿拉伯创立后，也隨着商业活动的进行，伊斯兰教的教义也跟着传播，但东南亚的印度文化的影响力较深刻，伊斯兰教并無广布。直到西元十三世纪後期，在蘇木都剌國巴塞(Pasai)奠定其地位后，正式传入东南亚。受到明朝郑和下西洋的影响，马六甲王朝与明朝建立密切关系，也加入中华冊封體制文化圈。

### 宗教
马六甲王朝第二任统治者伊斯干达沙迎娶巴塞公主后改奉伊斯兰教，成为马来半岛上首位皈依伊斯兰教的国王，故此在政治的庇护下，伊斯兰教成为主要信仰，臣民皆渐改信伊斯兰教，对马来民族产生极其深远的影响。第五任统治者目扎法沙正式宣布伊斯兰为国教，君主改称「苏丹」，並正式确立伊斯兰两大節日，即开齋節和進香麥加（Mecca），之后再加入哈芝節。
隨着马六甲王朝商业的繁荣与国力的强盛，伊斯兰教也传播到东南亚各地。其中，彭享和吉打与马六甲王朝建立联姻关系而信奉伊斯兰教；北大年、吉兰丹及登嘉樓则臣属马六甲王朝而改教。苏门答腊岛上的甘巴、錫国（Siak）、英得其利（Inderagiri）和占卑(Jambi)则先后被征服而改教。其后马六甲王朝取代了巴塞，成为东南亚伊斯兰传播中心，並被誉为东南亚「小麥加」。

### 文化
马六甲王朝主要遵从伊斯兰教的教义习俗，社会上严守《可兰经》的戒律，以清真寺为社交活动中心，穆斯林聚集在清真寺举行宗教仪式和祈祷，社会上的階级之分也明显淡化。宗教法也被应用到法律上。此外，在统治者階层的鼓励下，穆斯林也和非穆斯林通婚，以吸引新皈依者。
伊斯兰教义也是民众的基本教育，乡村的祈祷所、清真寺和宗教司住所都是宣教场所。伊斯兰教的阿拉伯语也被吸纳成为马来文字的组成部分。受到阿拉伯文影响的词汇，爪夷文也成为当时宫廷书信、法律规章、私人书信与文学作品的书写文字。在伊斯兰教文学的影响下，马来古典文学开始出现传奇小说（Hikayat）和敘事诗（Syair）等文体。伊斯兰教的独特的圆顶、拱门和尖塔建筑形式也在马来半岛随处可见。

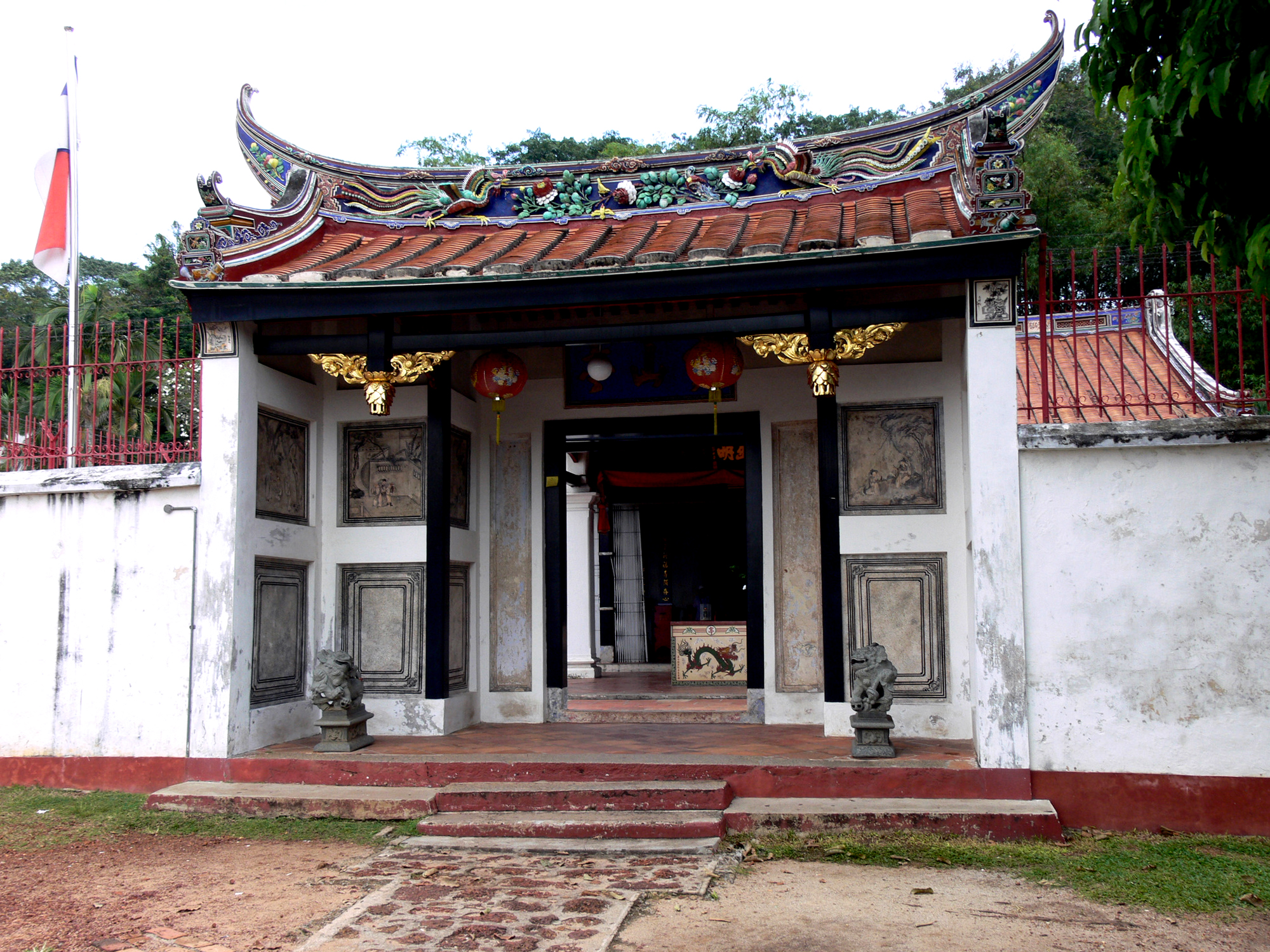
马六甲记念郑和的三宝庙

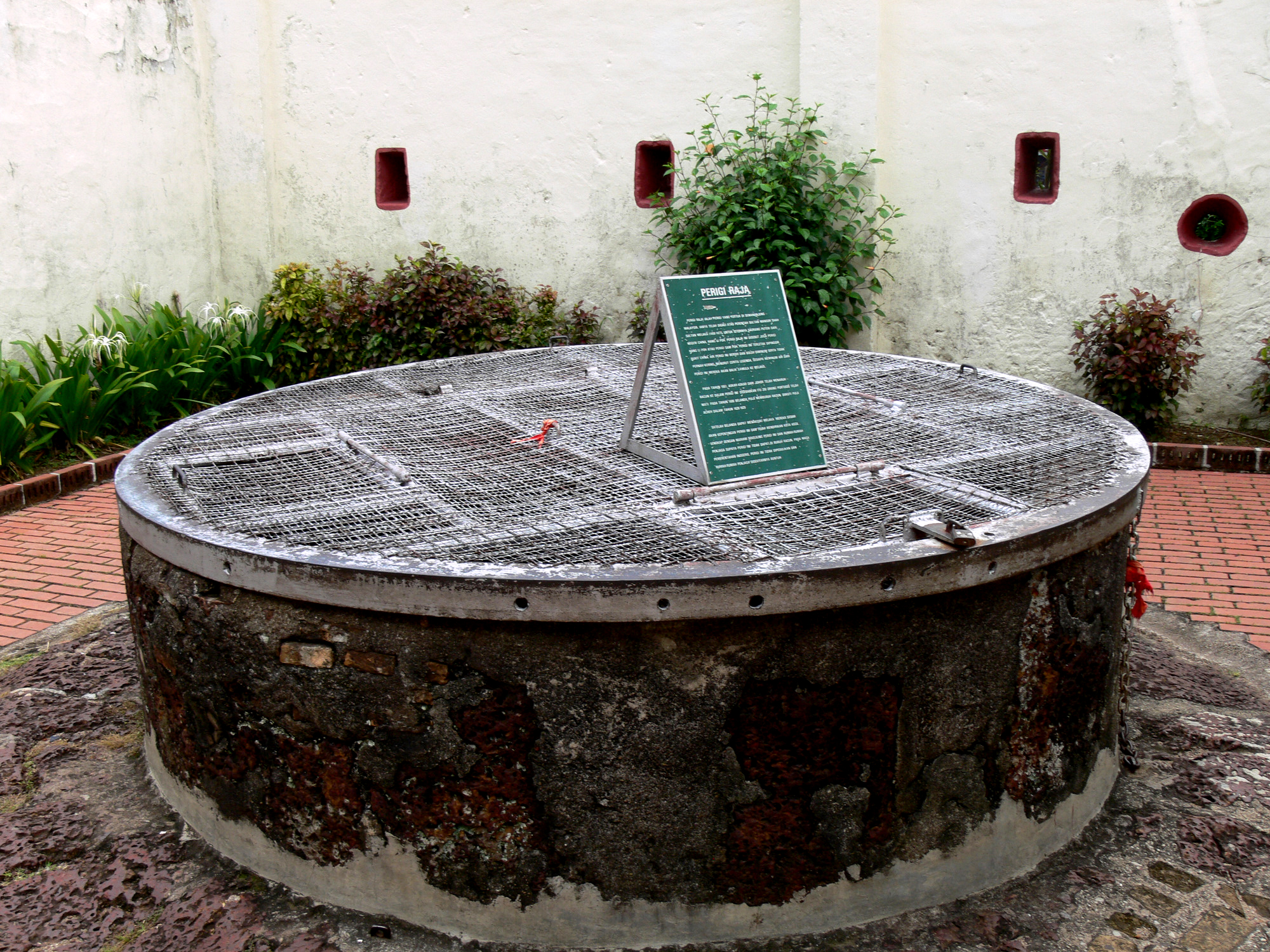
郑和船队到达马六甲开拓的三宝井

自从1404年，明朝访问马六甲后，双方建立密切联系，马中的交往，最明显的影响有三个方面，如马六甲王朝第三任苏丹斯里马哈拉加参照了明朝的典章朝仪所擬定的制度，成为马来民族传统的一部分，他所重视的黄色和其乐队之中銀質喇叭，上附有马来人所称为「龙」（naga）的图形，亦受中华文化影响。其次是仿照明朝的銅币，将沉重大塊的「斗錫」，改为圆形中间无孔的錫币，一直通行至葡萄牙时代才废除。郑和下西洋期间也以马六甲为中转站，带着大量隨从到达此地，也在当地留下著名的「三保山」和「三保井」等。这一事件的文化后果之一是由于中国移民与当地人之间的混合婚姻而产生的土生华人族群。土生华人今时也被称为峇峇娘惹。

#### 语言
马六甲苏丹国拥有多达84种语言。
以马六甲为中心的交易，扩大了作为王国的商业通用语的马来语的使用地区，对词汇的发展带来了影响。原本在马六甲海峡一带说话的马来语在马六甲商人访问的土地上传播开来，阿拉伯语、波斯语、泰米尔语、爪哇语等作为交易对象的语言单词也加入了马来语的词汇。到了葡萄牙来到马六甲的16世纪初，苏门答腊岛东岸的居民大多会说马来语。1521年，麦哲伦到达当时的菲律宾，由麦哲伦带着由苏门答腊出身的奴隶说的是马来语。

## 外交

### 马六甲与明朝关系
促进马六甲发展的因素之一是马六甲与中国明朝的关系密切。早期明朝舰队在保护马六甲海峡的治安上发挥了重要作用，这条海峡经常被海贼和海盗打乱。马六甲皇朝于1404年访问中国时开始了马六甲与明朝的外交关系，随后是跟随三保太监郑和的宝船在1405年和1409年回朝时，马六甲同意成为中国的藩属国，这一举措也起到了一定的作用，使得马六甲周边的强敌不敢轻举妄动，可以稳定发展经济。1405年，明成祖册封里米苏拉为满剌加国国王，並「赐诰印採幣襲衣黃蓋」，同时製碑封山，以表示明朝政府对马六甲的承认。1409年，明成祖再次册封马六甲为国。
自从明朝使節尹庆1403年到访马六甲后，从1405年到1433年的28年间，郑和七次下西洋，其中有五次以马六甲为驻扎地（1405年、1409年、1414年、1417年、1431年）。这个驻扎中心也称为「官廠」，以为囤積钱糧之用，同时也建立行辕安置隨员部队。这不僅帮助马六甲立国抗敌，带来政治稳定，同时也吸引了大批商人到来，使马六甲成为本地重要的港口。
马六甲王朝为了与中国维持良好关系，马六甲前三任的统治者曾经先后五次（1411年、1414年、1419年、1424年和1433年）入朝觐见明成祖和明宣宗，缔造三世五入朝的佳话。明朝共遣使访问马六甲10次，马六甲共29次遣使节访问中国，在此证明双方关系的密切。

### 马六甲与琉球群岛关系
据琉球王国外交文件的《历代宝案》记载，琉球国王尚德于1463年向马六甲派遣贸易船，写信委托马六甲国王（苏丹滿速沙），为该船的交易提供便利。赠送物品、腰刀、扇子、青瓷器等物品。此后从琉球寄给满刺加国王的书信也屡次被记录，1470年，苏丹滿速沙也托琉球商船寄信，对琉球国王叙礼的同时赠送了棉织品（印度木棉）等的东西。从历代宝案中记录琉球国王开往马六甲的船只合计达到20艘，到1511年结束。

## 黄金时期与沒落
马六甲王朝在公元15世纪崛起成为国际大商港，除了地理位置优越的客观因素，更为重要的是本身的努力经营和建设。马六甲地处马六甲海峡最狹窄处容易控制来往船隻，同时背山面海，居高临下也易於防守，加上又位于亚洲两大季候风，即东北季风和西南季风的起点和终点，使各国船只匯聚於此。更为重要的是马六甲王朝在与外在势力维持良好的互动关系，在宰相敦霹雳的领导下，马六甲王朝达到了空前绝后黄金时期，各国的商人都会聚集在这里并做贸易，这促使马六甲得以如此繁荣。
自1433年以来，马六甲王朝国力日增，足以抵御主要的外敌暹罗入侵。到1446年，苏丹目扎法沙即位后，任敦霹雳为宰相，为马六甲王朝首次击败了暹罗的入侵，稳固了马六甲的安全。1456年，阿瑜陀耶王國再次入侵马来半岛，遭到马六甲军队强力的打击战败在新加坡海峡附近，之后征服了彭亨、巴生、霹雳、吉打、登嘉楼、吉兰丹和北大年等地，将过去阿瑜陀耶王國的势力范围纳入了自己的版图。当时的马六甲王朝的领土涵盖了马来半岛，一部分的泰国南部，印尼苏门答腊岛的一大部分。

### 王朝沒落
1488年，马目沙继承了马六甲苏丹之位，马六甲王朝当时已经达到了巅峰之时，成为东南亚的主要贸易中心。马六甲卓越的创造者，宰相敦霹雳去世后，继任的宰相敦墨泰希是个贪污腐败之人，他将国政大事一手掌握，其子则任天猛公要职，苏丹马目沙也偏旦他的恶行，以致国事日非，人心溃散，但马六甲王朝的国势依然如日中天，敦墨泰希之后也被处死。1510年，苏丹马目沙委任行动不便的敦白图·加端为宰相后仍然荒废政事，他不是一个好国王，而统治階级内部派系之间也开展激烈斗争，人民与统治者矛盾也日趨尖鋭，直到第二年葡萄牙人的到来。

#### 葡萄牙王國的攻占与原因
由于葡萄牙人在印度攻城略地的侵略行为也隨着商船贸易和印度逃亡的移民传入马六甲，而马六甲王朝内由印度商人带来巨大的商业利益和长年形成的政治势力，也使苏丹马目沙对于葡萄牙人心存戒心。
1509年8月1日，由葡萄牙王國上将迪奥戈·洛佩斯·西奎拉（英语：Sequeira Diogo Lopes de Sequeira）率领五艘船舰抵达马六甲，要求登岸从事贸易和建立商站。敦墨泰希怂恿苏丹杀死来访的欧洲商人和舰队，于是苏丹马目沙企图将舰队指挥官西奎拉骗上岸后俘虏起来，然而消息泄漏， 西奎拉连忙率领2艘船逃跑并烧掉了自己的2艘船。而滞留在岸上的二十餘葡萄牙官兵则被俘虏。

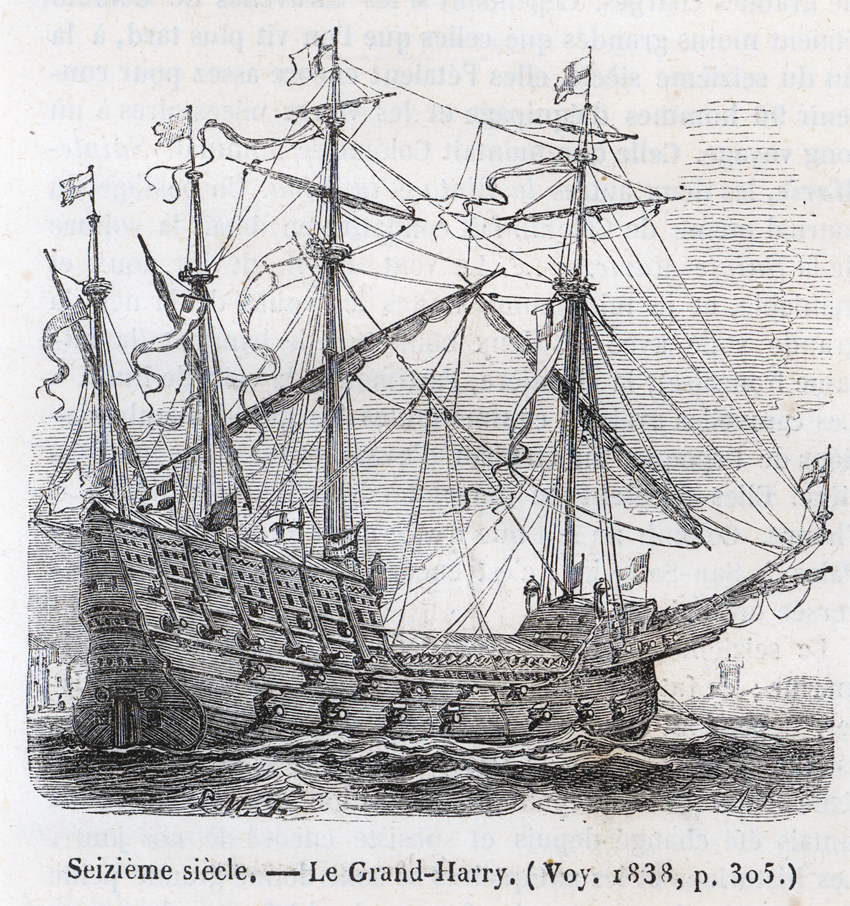
葡萄牙所使用的克拉克帆船

1511年5月2日，葡萄牙驻印度统督阿方索·迪·阿不奎以西奎拉被袭击事件，率领十九艘包括克拉克帆船在内的大型葡萄牙海军攻打马六甲。双方展开谈判，阿不奎要求是释放所有葡萄牙囚犯并要求马六甲苏丹支付赔偿金，同时提出允许在马六甲建立葡萄牙的据点和炮台堡垒等若干请求，但被苏丹马目沙拒绝，双方谈判破裂。7月25日，阿不奎对马六甲城发动强攻，8月10日，苏丹马目沙弃守逃亡，经过10天的围攻后，葡萄牙人于8月24日占领了马六甲市。
马六甲王朝的失败是因为马六甲的防御力量被人泄露。而16世纪初的葡萄牙正值强盛之时，正在建立一个海外殖民帝国。葡萄牙军队作为当时世界上最好的海军力量之一，不仅在海面上占据优势，还在一系列登陆攻城作战时表现了欧洲战场上磨练出的高素质。

## 历任苏丹
马六甲王朝历约109年，共历7世8任苏丹。
| 顺序 | 肖像 | 名称                                     | 生卒日期       | 在位日期       | 备注                                                    |
| ---- | ---- | ---------------------------------------- | -------------- | -------------- | ------------------------------------------------------- |
| 1    |      | 拜里米苏拉（拜里迷苏剌）                 | 1344年－1414年 | 1402年－1414年 | - 淡马锡及马六甲拉惹 - 登陆麻坡河口，建立马六甲苏丹王朝 |
| 2    |      | 苏丹依斯干达沙（母干撒于的儿沙）         | 1344年－1424年 | 1414年－1424年 | - 定都马六甲                                            |
| 3    |      | 苏丹莫哈末沙（西里麻哈剌）               | 1388年－1444年 | 1424年－1444年 |                                                         |
| 4    |      | 蘇丹阿布沙希德沙（息力八密息瓦儿丢八沙） | 1443年－1446年 | 1444年－1446年 | - 未曾正式登基 - 在暴乱中被杀害                         |
| 5    |      | 蘇丹慕扎法沙（速鲁檀无答佛哪沙）         | ？－1459年     | 1446年－1459年 |                                                         |
| 6    |      | 苏丹满速沙（苏丹芒速沙）                 | 1442年－1477年 | 1459年－1477年 | - 占领彭亨、金宝及西亚克                                |
| 7    |      | 蘇丹阿拉烏丁利亞沙（马哈木沙）           | 1456年－1488年 | 1477年－1488年 | - 占领龙牙及廖内群岛 - 被毒杀                           |
| 8    |      | 苏丹马末沙（苏端妈末）                   | ？－1530年     | 1488年－1528年 | - 马六甲及柔佛苏丹                                      |
| 9    |      | 苏丹阿末沙                               | ？－1513年     | 1510年－1513年 | - 定都民丹（Bintan） - 与苏丹马末沙平分政权 - 被赐死          |

## 参看
- 拜里米苏拉
- 阿方索·迪·阿不奎
- 马六甲

## 備註
1. ↑  据《明史》记载，碑文之末，有七言古诗一首，其诗如下：

西南巨海中国通，输天灌地億载同，洗日浴月光景融，雨崖露石草木濃。

金花宝鈿生青红，有国於此民俗雍，王好善義思朝宗，願比内郡依华风。

出入導從张蓋重，仪文赐襲礼虔恭，大书贞石表尔忠，尔国西山永鎮封。

山居海伯翕扈從，皇考陟降在彼穹，后天監视久彌隆，尔众子孙万福崇。